# Dimos Ilio
Dimos Ilio (Ilio) är en kommun i Grekland.   Den ligger i prefekturen Nomarchía Athínas och regionen Attika, i den sydöstra delen av landet, 7 km norr om huvudstaden Aten. Antalet invånare är 84 793.